# 데라다 슈헤이
데라다 슈헤이(일본어: 寺田 周平, 1975년 6월 23일 ~ )는 일본의 전 축구 선수이자 현 축구 지도자로 현재 J3리그의 후쿠시마 유나이티드의 감독을 맡고 있으며 현역 시절 가와사키 프론탈레의 프랜차이즈 스타로 활약했다.

## 구단 경력
1999년 J2리그의 가와사키 프론탈레에 입단했다. 1999년 J2리그 우승으로 J1리그로 승격했다. 2000년후 J2리그에 강등했다. 2004년 J2리그 우승으로 J1리그로 승격했다. 2006년, 2008년, 2009년 3번의 J1리그 준우승. 2010년까지 191경기에 출전하여, 8득점을 넣었다. 2010년후 현역 은퇴.

## 국가대표팀 경력
그는 2008년 5월 27일 파라과이과의 경기에서 일본 국가대표팀에 데뷔했다. 그는 2009년까지 국제 A매치 통산 6경기에 출전했다.

## 통계
| 일본 | 일본 | 일본 |
| 연도 | 출전 | 득점 |
| ---- | ---- | ---- |
| 2008 | 4    | 0    |
| 2009 | 2    | 0    |
| 통산 | 6    | 0    |

## 대회 성적

### 클럽
가와사키 프론탈레
- J1리그 : 준우승 (2006, 2008, 2009)
- J2리그 : 우승 (1999, 2004), 3위 (2003)
- J리그컵 : 준우승 (2000, 2007, 2009), 4강 (2006, 2010)
- 천황배 : 4강 (2001, 2007)